# 음력 7월 27일
음력 7월 27일은 음력 7월의 27번째 날이다.

## 문화
- 1997년 - 대한민국에서 제1회 부천국제판타스틱영화제 개막.
- 1999년 - 대전남부순환고속도로 개통.
- 2009년 - 광주종합버스터미널 개장.

## 같이 보기
- 음력 360일: 1월 2월 3월 4월 5월 6월 7월 8월 9월 10월 11월 12월
- 전날:7월 26일 다음날:7월 28일 - 전달:6월 27일 다음달:8월 27일
- 양력:7월 27일
- 음력, 윤달